# متلازمة أورتنر

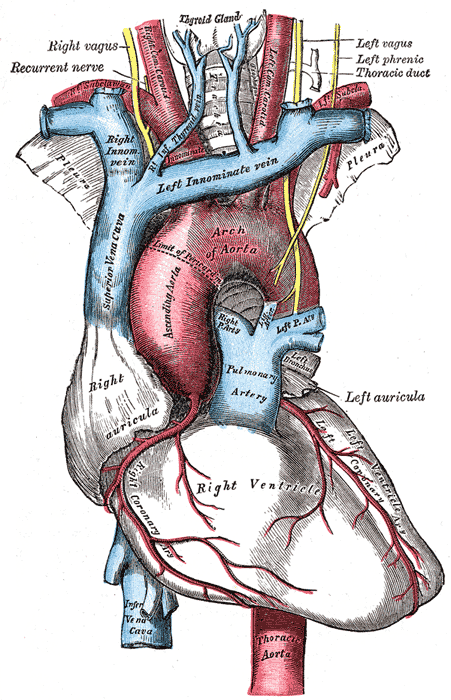
صورة التشريح الأبهري تظهر قرب العصب المبهم وفرعه الراجع إلى الأورطي

متلازمة أورتنر (Ortner's syndrome) هي متلازمة قلبية حلقية نادرة تشير إلى شلل العصب الحنجري الراجع نتيجة مرض من أمراض القلب الوعائية. وكان أول من وصفها هو إن أورتنر وهو طبيب من النمسا في عام 1897.
كان الأذين الأيسر الموسع هو أكثر الأسباب انتشارًا على مر التاريخ وذلك بسبب تضييق الصمام التاجي، بينما هناك أسباب أخرى أُبلغ عنها وتشتمل على فرط ضغط الدم الرئوي  وتمدد الشريان الأبهر ومتلازمة الشريان تحت الترقوة المائل.
يشار إلى اضطرابات البلع التي تحدث بسبب آلية مشابهة باسم اضطرابات البلع الأبهرية أو في حالة انحراف الشريان تحت الترقوة بعسر البلع العجيب.
وبسبب انضغاط العصب الحنجري الراجع يمكن أن تحدث بحة في الصوت التي تعد بدورها علامة على تضييق الصمام التاجي.
وهناك متلازمة أورتنر أخرى، ألا وهي متلازمة أورتنر الثانية وتشير إلى الذبحة البطنية.